# Kenyanthropus platyops
Kenyanthropus platyops is een uitgestorven mensachtige die leefde tijdens het Plioceen. Het is de typesoort van het geslacht Kenyanthropus.

## Vondst en naamgeving
In augustus 1998 vond Blasto Onyango, een preparateur van Meave Leakey, te Lomekwi ten westen van het Turkanameer in Kenia een linkerbovenkaaksbeen met het bovenliggende gezichtsdeel. In augustus 1999 vond een medewerker van haar, Justus Erus, een schedel op dezelfde locatie. De schedel komt uit de Kataboiafzetting van de Nachukuiformatie en is 3,53 miljoen jaar oud. Het linkerbovenkaaksbeen komt uit de Lomekwiafzetting en is 3,3 miljoen jaar oud.
In 2001 werd de typesoort Kenyanthropus platyops benoemd en beschreven door Meave G. Leakey, Fred Spoor, Frank H. Brown, Patrick Njunge Gathogo, Christopher Kiarie, Louise N. Leakey en Ian McDougall. De naam Kenyanthropus is een samensmelting van 'Kenia' en het Grieks anthropos, 'mens'. Kenia werd speciaal geëerd als herkomst van vele belangrijke fossielen van mensachtigen. De soortaanduiding platyops heeft betrekking op het platte gezicht en is een samentrekking van het Grieks platys, 'plat', en oops, 'gezicht'.
Het holotype is de schedel, specimen KNM-WT 40000. Het paratype is de bovenkaak, specimen KNM-WT 38350. Drie onderkaken, twee bovenkaaksbeenderen, een slaapbeen en vierenveertig tanden zijn bij de opgravingen aangetroffen maar werden niet formeel aan de soort toegewezen. Specimen KNM-WT 38343A is een rechterbovenkaaksbeen. KNM-WT 40001 is een rechterslaapbeen. de onderkaken KNM-WT 8556 en KNM-WT 16006 werden aan Australopithecus afarensis toegewezen maar hebben een afwijkend robuuste bouw.

## Beschrijving
De grootte van Kenyanthropus is naar schatting van de beschrijvers gelijk aan die van Australopithecus afarensis en Australopithecus africanus, dus met een lichaamslengte van zo'n 1,3 meter.
De beschrijvers gaven een lijst aan van onderscheidende kenmerken. Het gezicht heeft overdwars een plat profiel net onder de neusbeenderen. De zone van de jukbeenderen is hoog. De crista zygomaticoalveolaris, een verticale kam tussen het bovenkaaksbeen en het jukbeen, is laag en gebogen. Het naar voren gerichte oppervlak van de tak van het bovenkaaksbeen richting jukbeen ligt boven de premolaren en is meer verticaal gericht dan de neusopening en het vlak tussen neusbeen en de tandkassen. Deze laatste clivus nasoalveolaris is verticaal en overdwars plat, zonder duidelijke verticale versterkende beenrichel. De bovenkaak is onder de neus slechts matig prognaat, naar voren uitstekend. De tandkassen van de voortanden staan evenwijdig aan, en slechts weinig voorwaarts van, de lijn tussen de hoektanden. De ingang van de neusholte heeft een trede. Het verhemelte is dun en naar beneden gebogen voorwaarts van het foramen incisivum, de centrale opening achter de voortanden. De wortels van de bovenste voortanden zijn ongeveer even groot. De bovenste premolaren hebben overwegend drie in plaats van twee wortels. De bovenste eerste en tweede kiezen zijn klein met dik email. Het tympanicum is overdwars lang en mist een kam bij het rotsbeen. De porus acusticus externus, de benige randen van de buitenste gehoorgang, is klein. 

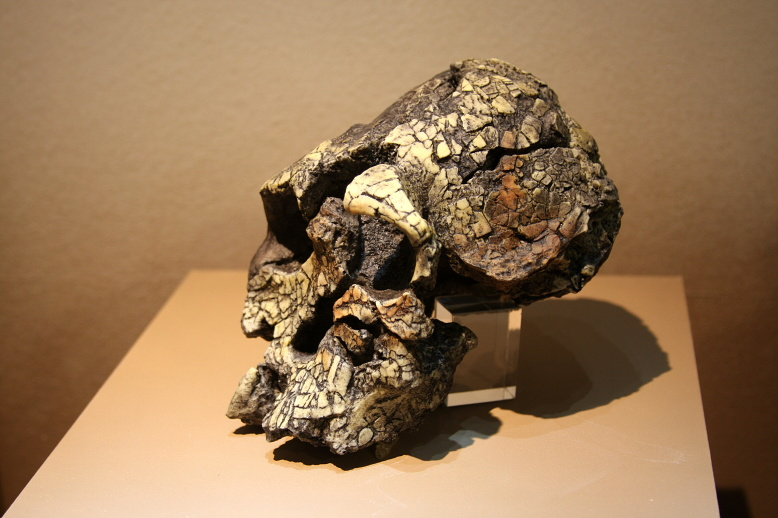
Een afgietsel van het holotype

Kenyanthropus toont een verwarrende mengeling van basale en afgeleide kenmerken in een unieke combinatie. Dat de soort niet zeer basaal is, blijkt uit de overdwars brede tweede bovenste kies, het dikkere tandemail en een slaapbeen met een cilindervormige uitsteeksel richting kaakgewricht en een diepe groeve voor de articulatie met de onderkaak, allemaal eigenschappen die afwijken van Ardipithecus ramidus. Nog afgeleider en overeenkomend met Homo zijn het platte gezicht en de kleine tanden met even grote wortels van de voortanden. Een overeenkomst met robuuste australopitheken zijn de voorwaarts gelegen jukbeenderen en de hoge zijkanten van de schedel. Basaal, sterker dan A. afarensis, zijn de bouw van het oor en de aderholten van het achterhoofd. Weer afgeleid zijn de geringe versteviging van de voorste bovenkaak gecombineerd met een smalle neusopening.

## Fylogenie
De beschrijvers hadden grote moeite vast te stellen bij welk geslacht ze de soort zouden indelen. Het fossiel was duidelijk te afgeleid voor Ardipithecus. Daarentegen leek het weer te basaal voor Homo. De overeenkomsten met Paranthropus leken gering. In dat soort gevallen is een mensachtige vaak bij Australopithecus ondergebracht, een notoir parafyletisch taxon. Ze hadden tegen dat laatste geen fundamentele bezwaren maar ze waren toch huiverig ertoe over te gaan omdat de evolutionaire positie zo onzeker was. Australopithecus dreigde zo zelfs polyfyletisch te worden. Daarom benoemden ze maar een apart geslacht. De meest belangrijke overeenkomsten zagen ze met Homo rudolfensis. Daaruit concludeerden ze echter niet dat de nieuwe soort speciaal nauw met Homo verwant was maar ze stelden dat H. rudolfensis beter in Kenyanthropus geplaatst kon worden hoewel ze formeel geen K. rudolfensis benoemden. David Cameron publiceerde in 2003 de naam Kenyanthropus rudolfensis. Dit kreeg echter weinig navolging.

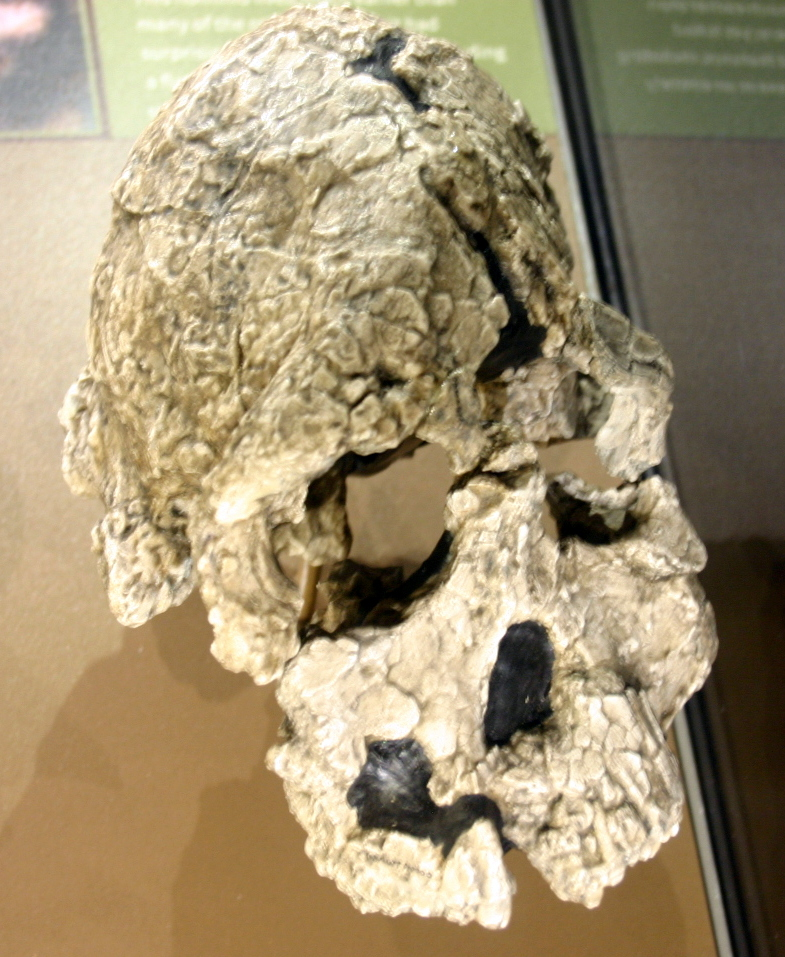
Het holotype was flink gefragmenteerd

Er bestaat twijfel over de status van Kenyanthropus. De fossielen bestaan uit botfragmenten die eerst weer als een puzzel in elkaar moeten worden gezet om een beeld te krijgen van de oorspronkelijke vorm. Dergelijke reconstructies zijn notoir onbetrouwbaar omdat ze beïnvloed kunnen worden door vooropgezette denkbeelden over het te bereiken resultaat. Sommige paleoantropologen geloven niet dat het fossiel KNM-WT 40000 juist is geclassificeerd, omdat de schedel enorm vervormd kan zijn door de opvulling van de scheurtjes, waardoor de uiterlijke kenmerken bijna onmogelijk zouden kunnen worden vastgesteld. De platte snuit, het meest opvallende kenmerk, zou een artefact kunnen zijn van een foute vaststelling van de hoek die de kaakrand maakt met de achterkant van de schedel. Het fossiel zou dan eenvoudigweg een exemplaar van Australopithecus afarensis kunnen zijn, een soort die in dezelfde periode in dezelfde streek geleefd heeft.
Zelfs als de reconstructie correct is, blijft het lastig de verwantschappen vast te stellen. A. afarensis is wel gezien als de laatste gemeenschappelijke voorouder van zowel de robuuste australopitheken als het geslacht Homo. Kenyanthropus zou een tussenvorm kunnen zijn aan de basis van een van die takken. De combinatie van kleine tanden met naar voren geplaatste jukbeenderen zou een begin kunnen zijn van de evolutie van robuuste vormen met zware jukbeenderen maar grote kiezen. Een andere mogelijkheid is dat het platte gezicht van de schedel de voorloper is van de situatie bij het fossiel KNM ER 1470, het holotype van Homo rudolfensis, zodat Kenyanthropus dichter bij het geslacht Homo zou staan of misschien zelfs een directe voorouder ervan is. In dat geval zou de soort ook bij Homo kunnen worden ondergebracht.
De beschrijvers verdedigden echter hun interpretatie. In 2010 stelden ze dat het bovenkaaksbeen van Kenyanthropus duidelijk anders van bouw was dan dat van A. afarensis, zelfs na correctie voor vervorming door middel van een tomografie. Deze conclusie herhaalden ze in 2016 na een morfometrische analyse die als uitkomst had dat de verschillen niet verklaard konden worden door individuele variatie, rijping of seksuele dimorfie.

## Levenswijze
De beschrijvers erkenden in 2016 ook Australopithecus deyiremeda als een geldige soort, zodat ze een verklaring moesten geven hoe drie mensachtigen, inclusief A. afarensis, gelijktijdig hetzelfde gebied konden bewonen. Niet nader gespecificeerde verschillen in dieet, voedselverwerving en habitatvoorkeur werden gesuggereerd. Aangezien de soorten vooral afweken in de bouw van de bovenkaken, jukbeenderen en tandrijen zouden ze gespecialiseerd kunnen zijn in hun kauwfunctie, zonder dat aangegeven werd waarin die specialisaties dan bestonden.
Het leefgebied van Lomekwi bestond vermoedelijk uit vrij dichte bossen aan de rand van meren of rivieren.
| Voorlopers en oude verwanten van de mens | Voorlopers en oude verwanten van de mens | Voorlopers en oude verwanten van de mens |
| Fossiel voorkomen                        | Geslacht                                 | Soorten |
| ---------------------------------------- | ---------------------------------------- | --- |
| 7 - 4,4 Ma                               | Sahelanthropus                           | Sahelanthropus tchadensis |
| 7 - 4,4 Ma                               | Orrorin                                  | Orrorin tugenensis |
| 7 - 4,4 Ma                               | Ardipithecus                             | Ardipithecus ramidus · Ardipithecus kadabba |
| 4,3 - 2 Ma                               | Australopithecus                         | A. anamensis · A. afarensis · A. bahrelghazali · A. africanus · A. garhi · A. sediba |
| 3,5 Ma                                   | Kenyanthropus                            | Kenyanthropus platyops |
| 2,5 - 1 Ma                               | Paranthropus                             | P. aethiopicus · P. boisei · P. robustus |
| tot heden                                | Homo                                     | H. antecessor · H. cepranensis · H. denisova · Homo erectus (Javamens · Pekingmens) · H. ergaster · H. floresiensis · H. gautengensis · H. georgicus · H. habilis · H. heidelbergensis · H. helmei · H. neanderthalensis · H. rhodesiensis · H. rudolfensis · Homo sapiens (H. s. idaltu · Cro-magnonmens · Red Deer Cave-mensen) |